# Presa dell'isola di Ré
La presa dell'isola di Ré (in francese prise de l'Ile de Ré) fu un'azione militare intrapresa dalle armate di Luigi XIII di Francia nel settembre del 1625 per riappropriarsi dell'isola di Ré che era stata occupata nel febbraio di quello stesso anno dall'ammiraglio protestante Beniamino di Rohan-Soubise con l'appoggio di forze provenienti dalla città ugonotta di La Rochelle.

## Antefatti

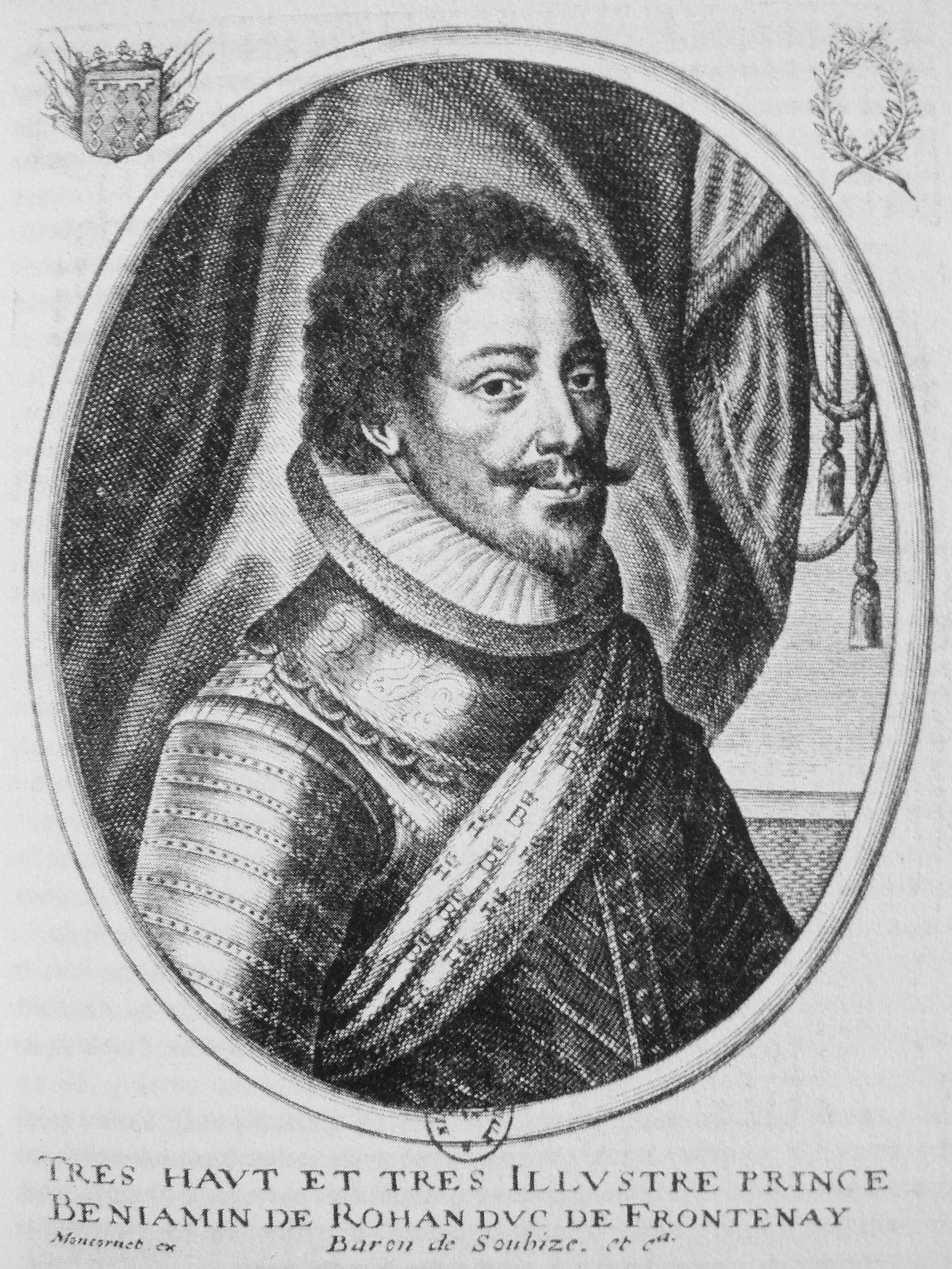
Ritratto di Beniamino di Rohan-Soubise.

I protestanti avevano resistito al Governo reale centrale già dalle prime ribellioni ugonotte del 1620-1622 e avevano già combattuto la battaglia navale di Saint-Martin-de-Ré il 27 ottobre 1622 contro la flotta francese al comando del duca Carlo di Guisa. A seguito a questi fatti era stata siglata una difficile pace col trattato di Montpellier, ma entrambe le parti rimasero pesantemente insoddisfatte degli accordi raggiunti.
Nel febbraio del 1625 il protestante Beniamino di Rohan-Soubise guidò una nuova rivolta degli ugonotti contro re Luigi XIII di Francia e, dopo aver rese pubbliche le proprie intenzioni, invase ed occupò l'isola di Ré. Giunse sull'isola con 300 soldati e 100 marinai ponendovi quindi una solida base da cui partì in seguito per attaccare e vincere la flotta francese nella battaglia di Blavet. Soubise tornò quindi all'isola di Ré con 15 navi e poco dopo occupò anche l'isola d'Oleron, prendendo il controllo di tutta la costa atlantica della Francia, da Nantes a Bordeaux. A seguito di questi successi militari, Soubise venne acclamato come capo della riforma ugonotta e si autonominò ammiraglio della Chiesa protestante.
Questi successi fecero anche in modo che la città di La Rochelle si votasse alla causa di Soubise e gli tributasse fedeltà assoluta l'8 agosto 1625.

## La presa dell'isola
Carlo I di Guisa organizzò lo sbarco sulla costa dell'isola di modo da riprenderne il possesso potendo contare su 20 navi olandesi e 7 navi inglesi al comando di Enrico II di Montmorency.
La flotta olandese, al comando dell'ammiraglio Willem Haultain de Zoete, venne messa a disposizione in rispetto dei termini del trattato franco-olandese di Compiègne del 1624 ma, in ottemperamento della risoluzione degli Stati Generali, gli olandesi lasciarono il campo nel dicembre del 1625.
Da parte inglese, invece, re Carlo I e George Villiers, I duca di Buckingham avevano concesso l'intervento dell'Inghilterra nell'azione contro gli Ugonotti con il reggente francese cardinale Richelieu, in cambio dell'aiuto che i francesi avevano assicurato agli inglesi contro la Spagna in occasione dell'occupazione del Palatinato nella spedizione di Mansfeld del 1624-1625; tuttavia la concessione fatta a Richelieu generò non pochi imbarazzi e obiezioni in seno al Parlamento inglese, che tutto sommato tendeva a voler favorire gli ugonotti protestanti contro la secolare nemica dell'Inghilterra, la Francia cattolica e realista. Dopo molti dubbi le sette navi inglesi vennero condotte in battaglia dal capitano Pennington,  anche se dovettero essere perlopiù manovrate da marinai francesi dato che gran parte dell'equipaggio inglese si era rifiutato di combattere contro i loro correligionari ed erano quindi sbarcati a Dieppe prima dell'inizio della battaglia.
Il 16 luglio 1625 avvenne il primo scontro diretto e Soubise affondò la nave olandese del vice-ammiraglio Van Dorp che perdette subito 300 marinai.

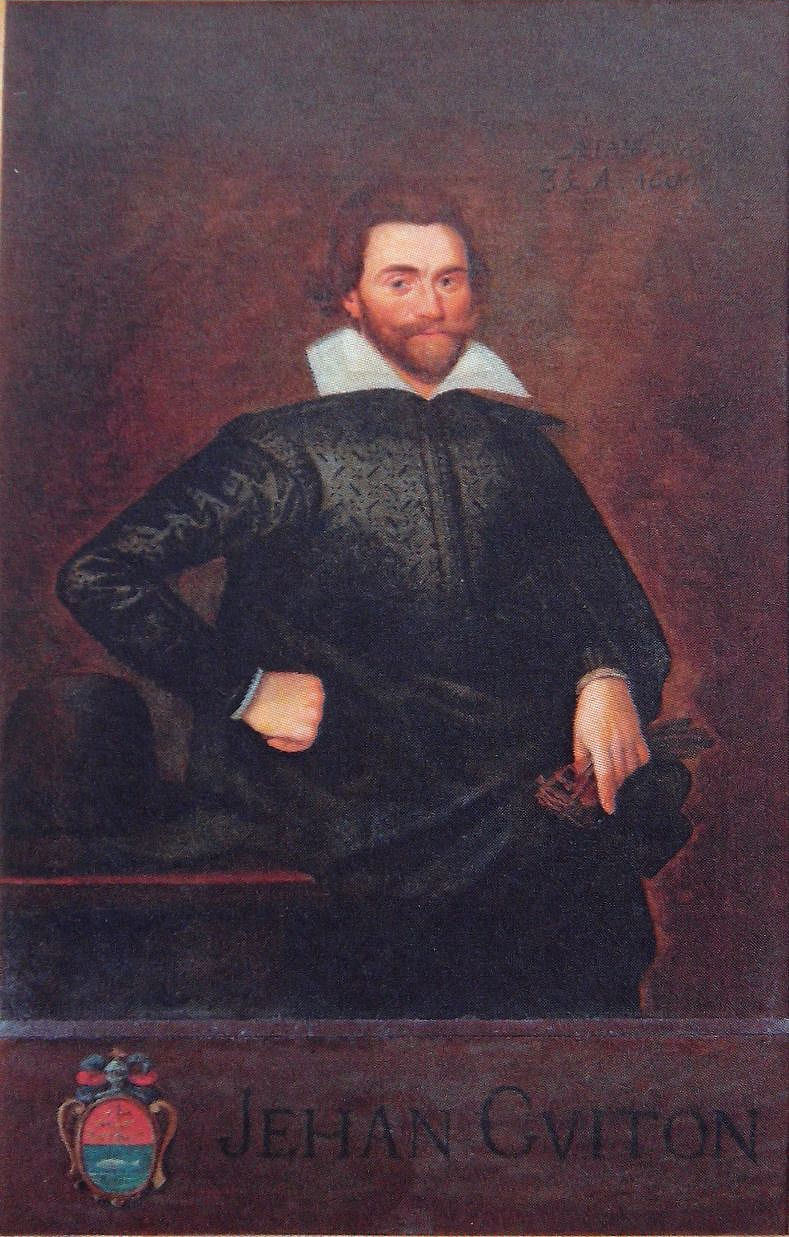
La flotta di La Rochelle guidata da Jean Guitton venne sconfitta dal Montmorency il 15 settembre 1625.

Nel settembre del 1625, Montmorency guidò la sua grande flotta verso Les Sables d'Olonne, e sconfisse la flotta nemica a La Rochelle, guidata da Jean Guiton e Soubise, proprio di fronte a Saint-Martin-de-Ré, il 15 settembre 1625.
Due reggimenti scelti di truppe regie al comando del marchese di Toiras sbarcarono quindi sull'isola, sconfiggendo Soubise con i suoi 3 000 uomini. L'isola di Ré venne investita dalle forze francesi e Soubise venne costretto ad abbandonare le sue posizioni ed a tornare verso l'Inghilterra con le navi rimastegli. Montmorency riuscì così a prendere il controllo dell'isola di Ré e dell'isola di Oleron.

## Conseguenze

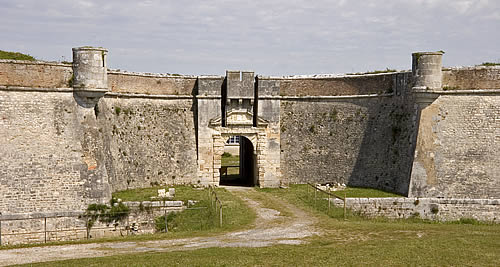
Il Fort de La Prée venne costruito da Toiras nel 1625 a seguito della presa dell'isola.

Dopo lunghi negoziati, si giunse ad un accordo di pace noto con il nome di trattato di Parigi che venne siglato infine tra la città di La Rochelle ed il re Luigi XIII il 5 febbraio 1626, secondo il quale veniva preservata la libertà religiosa per gli ugonotti ma venivano poste alcune limitazioni per evitare future sollevazioni come la demolizione del forte di Tasdon presso la città.
L'ufficiale francese, marchese di Toiras, venne nominato governatore dell'isola ed iniziò a rafforzare le fortificazioni in vista di futuri attacchi, prestando particolare attenzione al Fort de La Prée ed a Saint-Martin-de-Ré.